# Kanton Guérigny
Guérigny is een kanton van het Franse departement Nièvre. Het kanton maakt deel uit van het arrondissement Nevers.

## Gemeenten
Het kanton Guérigny omvatte tot 2014 de volgende 8 gemeenten:
- Balleray
- Guérigny (hoofdplaats)
- Nolay
- Ourouër
- Poiseux
- Saint-Martin-d'Heuille
- Urzy
- Varennes-Vauzelles

Na :
- de herindeling van de kantons bij decreet van 18 februari 2014, met uitwerking op 22 maart 2015
- de samenvoeging op 1 januari 2017 van Ourouër en Balleray tot de fusiegemeente (commune nouvelle) Vaux d'Amognes

omvat het kanton sindsdien volgende gemeenten:
- Anlezy
- Bazolles
- Beaumont-Sardolles
- Billy-Chevannes
- Bona
- Cizely
- Crux-la-Ville
- Diennes-Aubigny
- La Fermeté
- Fertrève
- Frasnay-Reugny
- Guérigny
- Jailly
- Limon
- Montigny-aux-Amognes
- Nolay
- Poiseux
- Rouy
- Saint-Benin-d'Azy
- Saint-Benin-des-Bois
- Saint-Firmin
- Saint-Franchy
- Saint-Jean-aux-Amognes
- Saint-Maurice
- Saint-Martin-d'Heuille
- Saint-Saulge
- Saint-Sulpice
- Sainte-Marie
- Saxi-Bourdon
- Urzy
- Vaux d'Amognes
- Ville-Langy